# 11e cérémonie des Screen Actors Guild Awards
La 11e cérémonie des Screen Actors Guild Awards, décernés par la Screen Actors Guild, a eu lieu le 5 février 2005, et a récompensé les acteurs et actrices du cinéma et de la télévision ayant tourné en 2004.

## Palmarès et nominations

### Cinéma

#### Meilleur acteur dans un premier rôle
- Jamie Foxx pour le rôle de Ray Charles dans Ray
  - Leonardo DiCaprio pour le rôle d'Howard Hughes dans Aviator (The Aviator)
  - Johnny Depp pour le rôle de J. M. Barrie dans Neverland (Finding Neverland)
  - Don Cheadle pour le rôle de Paul Rusesabagina dans Hotel Rwanda
  - Paul Giamatti pour le rôle de Miles Raymond dans Sideways

#### Meilleure actrice dans un premier rôle
- Hilary Swank pour le rôle de Maggie Fitzerald dans Million Dollar Baby
  - Annette Bening pour le rôle de Julia Lambert dans Adorable Julia (Being Julia)
  - Imelda Staunton pour le rôle de Vera Drake dans Vera Drake
  - Catalina Sandino Moreno pour le rôle de María Álvarez dans Maria, pleine de grâce (María, llena eres de gracia)
  - Kate Winslet pour le rôle de Clementine Kruczynski dans Eternal Sunshine of the Spotless Mind

#### Meilleur acteur dans un second rôle
- Morgan Freeman pour le rôle de Eddie "Scrap-Iron" Dupris dans Million Dollar Baby
  - James Garner pour le rôle de Noah Calhoun (âgé) dans N'oublie jamais (The Notebook)
  - Jamie Foxx pour le rôle de Max Durocher dans Collatéral (Collateral)
  - Thomas Haden Church pour le rôle de Jack dans Sideways
  - Freddie Highmore pour le rôle de Peter Llewelyn Davies dans Neverland (Finding Neverland)

#### Meilleure actrice dans un second rôle
- Cate Blanchett pour le rôle de Katharine Hepburn dans Aviator (The Aviator)
  - Cloris Leachman pour le rôle d'Evelyn Wright dans Spanglish
  - Laura Linney pour le rôle de Clara McMillen dans Dr Kinsey (Kinsey)
  - Virginia Madsen pour le rôle de Maya Randall dans Sideways
  - Sophie Okonedo pour le rôle de Tatiana Rusesabagina dans Hotel Rwanda

#### Meilleure distribution
- Sideways
  - Aviator (The Aviator)
  - Neverland (Finding Neverland)
  - Hotel Rwanda
  - Million Dollar Baby
  - Ray

### Télévision
Note : le symbole « ♕ » rappelle le gagnant de l'année précédente (si nomination).

#### Meilleur acteur dans une série dramatique
- Jerry Orbach pour le rôle de Lennie Briscoe dans New York, police judiciaire (Law & Order)
  - Hank Azaria pour le rôle de Craig Huffstodt dans Huff
  - James Gandolfini pour le rôle de Tony Soprano dans Les Soprano (The Sopranos)
  - Anthony LaPaglia pour le rôle de Jack Malone dans FBI : Portés disparus (Without a Trace)
  - Kiefer Sutherland pour le rôle de Jack Bauer dans 24 heures chrono (24) ♕

#### Meilleure actrice dans une série dramatique
- Jennifer Garner pour le rôle de Sydney Bristow dans Alias
  - Drea de Matteo pour le rôle d'Adriana La Cerva dans Les Soprano (The Sopranos)
  - Edie Falco pour le rôle de Carmela Soprano dans Les Soprano (The Sopranos)
  - Allison Janney pour le rôle de Claudia Jean "C. J." Cregg dans À la Maison-Blanche (The West Wing)
  - Christine Lahti pour le rôle de Grace McCallister dans Jack et Bobby (Jack & Bobby)

#### Meilleure distribution pour une série dramatique
- Les Experts (CSI: Crime Scene Investigation)
  - Six Feet Under (Six Feet Under) ♕
  - Les Soprano (The Sopranos)
  - 24 heures chrono (24)
  - À la Maison-Blanche (The West Wing)

#### Meilleur acteur dans une série comique
- Tony Shalhoub pour le rôle d'Adrian Monk dans Monk ♕
  - Sean Hayes pour le rôle de Jack McFarland dans Will et Grace (Will & Grace)
  - Jason Bateman pour le rôle de Michael Bluth dans Arrested Development
  - Ray Romano pour le rôle de Ray Barone dans Tout le monde aime Raymond (Everybody Loves Raymond)
  - Charlie Sheen pour le rôle de Charlie Harper dans Mon oncle Charlie (Two and a Half Men)

#### Meilleure actrice dans une série comique
- Teri Hatcher pour le rôle de Susan Mayer dans Desperate Housewives
  - Patricia Heaton pour le rôle de Debra Barone dans Tout le monde aime Raymond (Everybody Loves Raymond)
  - Megan Mullally pour le rôle de Karen Walker dans Will et Grace (Will & Grace) ♕
  - Sarah Jessica Parker pour le rôle de Carrie Bradshaw dans Sex and the City
  - Doris Roberts pour le rôle de Marie Barone dans Tout le monde aime Raymond (Everybody Loves Raymond)

#### Meilleure distribution pour une série comique
- Desperate Housewives
  - Arrested Development
  - Tout le monde aime Raymond (Everybody Loves Raymond)
  - Sex and the City ♕
  - Will et Grace (Will & Grace)

#### Meilleur acteur dans un téléfilm ou dans une minisérie
- Geoffrey Rush pour le rôle de Peter Sellers dans Moi, Peter Sellers (The Life and Death of Peter Sellers)
  - Jamie Foxx pour le rôle de Stanley Williams dans Rédemption (Redemption: The Stan Tookie Williams Story)
  - William H. Macy pour le rôle de Gigot dans Le Bonnet de laine (The Wool Cap)
  - Barry Pepper pour le rôle de Dale Earnhardt dans 3: The Dale Earnhardt Story
  - Jon Voight pour le rôle d'Edward dans The Five People You Meet in Heaven

#### Meilleure actrice dans un téléfilm ou dans une minisérie
- Glenn Close pour le rôle d'Aliénor d’Aquitaine dans Le Lion en hiver (The Lion in Winter)
  - Patricia Heaton pour le rôle de Paula McFadden dans L'Amour en vedette (The Goodbye Girl)
  - Keke Palmer pour le rôle de Lou dans Le Bonnet de laine (The Wool Cap)
  - Hilary Swank pour le rôle d'Alice Paul dans Iron Jawed Angels
  - Charlize Theron pour le rôle de Britt Ekland dans Moi, Peter Sellers (The Life and Death of Peter Sellers)

### Screen Actors Guild Life Achievement Award
- James Garner

## Récompenses et nominations multiples

### Nominations multiples

#### Cinéma
4 : Sideways 

3 : Aviator, Neverland, Million Dollar Baby, Hotel Rwanda 

2 : Ray

#### Télévision
4 : Les Soprano, Tout le monde aime Raymond 

2 : À la Maison-Blanche, Desperate Housewives, 24 heures chrono, Arrested Development, Will et Grace, Sex and the City, Moi, Peter Sellers, Le Bonnet de laine

#### Personnalité
3 : Jamie Foxx

### Récompenses  multiples

#### Cinéma
2/2 : Million Dollar Baby

#### Télévision
2/2 : Desperate Housewives